# فاليري تود ديفيز
فاليري تود ديفيز (بالإنجليزية: Valerie Davies)‏ هي أمينة متحف أسترالية ونيوزيلندية، ولدت في 29 سبتمبر 1920 في ماناواتو - وانجانوي في نيوزيلندا، وتوفيت في 29 أكتوبر 2012 في بريزبان في أستراليا.